# Pallivahankivi
La pierre de Pallivaha (finnois : Pallivahankivi) est un bloc erratique situe dans le quartier Kärsämäki de Turku en Finlande.

## Présentation
La pierre a donné son nom au quartier résidentiel Pallivaha ou Palli environnant, où se trouvent, entre autres, l'école de Pallivaha et l'église de Pallivaha.

## Étymologie
Selon la légende, la pierre a été jetée à son emplacement actuel par un géant qui vivait sur la colline Nunnavuori voisine.
La première partie du nom Pallivaha fait référence à la forme de la pierre et vient du terme dialectal palli signifiant boule.
La dernière partie vaha signifie une grosse pierre ou une borne dans le dialecte du sud-ouest,.

## Protection
Le rocher est protégé en tant que monument naturel.